# Catoria affinis
Catoria affinis là một loài bướm đêm trong họ Geometridae.